# 진리항 (옹진군)
진리항(鎭里港)은 인천광역시 옹진군 덕적면 진리에 위치한 어항이다. 지방어항으로 지정하여 관리하고 있다. 시설관리자는 옹진군수이다.

## 어항구역
본 항의 어항구역은 다음과 같다.
- 아래의 ㉮ ㉯ ㉰ 지점을 연결한 선내의 해역 (465,000m2)
  - ㉮ : 남방파제 시작점에서 남측으로 50m떨어진 암반 돌출부 끝단지점 (X:413,678.40, Y:124,243.35), (37˚13′09.03″N, 126˚47′47.28″E)
  - ㉯ : ㉮지점으로부터 정동 방향으로 200m 이동한 지점 (X:413,678.41, Y:124,344.32), (37˚13′09.06″N, 126˚08′51.37″E)
  - ㉰ : ㉯지점에서 북동 97˚ 방향으로 760m 이동한 지점 (X:414,049.04, Y:124,389.83), (37˚13′21.10″N, 126˚08′52.08″E)
- 어항관련 사업으로 조성된 육역(방파제)
  - 513-33제
  - 시유지 : 589m2